# قره قسل
الگو:جعبه اطلاعات مکانهای تاریخی ایران
| نام              = تپّه قره سقل
| روی‌نقشه          = آری
| عرض‌جغرافیایی     =
| طول‌جغرافیایی     =
| تصویر            =
| اندازه تصویر     = 250
| عنوان تصویر      =
| استان            =استان آذربایجان غربی
| شهرستان          =شهرستان اشنویه
| بخش              = نالوس
| نام محلی         =
| نام‌های دیگر      =
| نام‌های قدیمی     =
| نوع بنا          =
| سال‌های مرمت      =
| کاربری           =
| کاربری کنونی     =
| دیرینگی          = دوره نوسنگی
| شماره ثبت        = ۱۷۷۴۰
| تاریخ ثبت ملی    = ۷ اسفند ۱۳۸۵
| دوره ساخت اثر    = دوره نوسنگی، عصر مس
| بانی اثر         =
| مالک اثر         =
| مالک فعلی اثر    =
| شماره ثبت یونسکو =
| تاریخ ثبت یونسکو =
| امکان بازدید     =
| شماره تلفن       =
| وبگاه            =
| پانویس           =
}}تپّه قره سقل مربوط به دوره نوسنگی - عصر مس و سنگ - عصر برنز - هزاره اول قبل از میلاد - سدهٔ ۱۰–۱۲ ه‍.ق است و در شهرستان اشنویه، بخش نالوس، دهستان اشنویه جنوبی، روستای قره سقل واقع شده و این اثر در تاریخ ۷ اسفند ۱۳۸۵ با شمارهٔ ثبت ۱۷۷۴۰ به‌عنوان یکی از آثار ملی ایران به ثبت رسیده است.